# Фонтана, Людвиг Францевич
Лю́двиг (Луи́джи) Фра́нцевич Фонта́на (итал. Luigi Fontana; 1824, Кастель-Сан-Пьетро, Швейцария — 9 (21) июля 1894, Милан, Королевство Италия) — архитектор швейцарского происхождения, работавший в Санкт-Петербурге в середине—конце XIX века.

## Биография
Родился в коммуне Кастель-Сан-Пьетро. Учился в Павии, приехал в Петербург в 1845-м году и первое время работал каменных дел мастером у Гаральда Боссе.
В 1851 году Императорской Академией художеств был удостоен звания неклассного художника архитектуры за проект «частного дома для отдачи в наём».
За свою карьеру Фонтана построил свыше 20 крупных общественных зданий и несколько частных доходных домов, получил звание академика архитектуры. Служил штатным архитектором в министерствах финансов и императорского двора. Одним из его главных произведений считается эклектичный «Гранд Отель Европа», построенный 1873—1875 годах на Михайловской улице. Действительный член Петербургского общества архитекторов (с 1881 года).
В Петербурге проживал по адресу Малая Конюшенная улица, 6 (с 1882 года).
Скончался 9 (21) июля 1894 года в Милане. Похоронен на спроектированном им же городском кладбище.

## Проекты и постройки

### Санкт-Петербург
- Доходный дом Н. П. Жеребцовой (включён существовавший дом). Дворцовая набережная, 10 — Миллионная улица, 11 (1860—1863)[9];
- Доходный дом. 10-я линия ВО, 17, правая часть (1861—1862);
- Доходный дом О. Д. Яковлевой (включены существовавшие дома). набережная Фонтанки, 143, правая часть — набережная Крюкова канала, 31 (1862; надстроен);
- Доходный дом. 9-я линия ВО, 44 (1862—1863; надстроен);
- Доходный дом. Греческий проспект, 6 — 5-я Советская улица, 6 — Прудковский переулок, 2 (1863);
- Большие галереи Мариинского рынка. Садовая улица, 28—30, левая часть — улица Ломоносова, 3 (1863—1864; участие, автор-строитель А. И. Кракау)[10];
- Особняк Н. Н. Теплова. Английская набережная, 60[11];
- Особняк Е. И. Струнниковой. Синопская набережная, 54 (1864—1865);
- Особняк Н. Д. Лохвицкого. Мраморный переулок, 1, средняя часть (1867—1868);
- Особняк Марии Худобиной[12] (расширение). Боровая улица, 20 (1868);
- Здание Мануфактурной выставки (перестройка). набережная Фонтанки, 10 — Гангутская улица, 1 — улица Пестеля, 2 (1869—1870; частично перестроено);
- Доходный дом. Лермонтовский проспект, 12 (1870);
- Дача П. П. Дурново (перестройка). Свердловская набережная, 22 (1870);
- Флигели. 9-я Советская улица, 3 (1871, 1880);
- Особняк П. П. Дурново (перестройка). Английская набережная, 16 (1872—1873);
- Доходный дом (перестройка). улица Рубинштейна, 26 (1873; перестроен);
- Гостиница «Европейская» (включены существовавшие дома). Михайловская улица, 1 — Итальянская улица, 7 (1873—1874; перестроена)[13];
- Рыночные корпуса. Апраксин двор (1874—1875);
- Доходный дом. 2-я линия ВО, 33 (1875; надстроен);
- Здание Малого театра. набережная Фонтанки, 65 (1876—1878; реконструировано)[14];
- Доходный дом (перестройка). 5-я линия ВО, 42 (1870-е);
- Доходный дом. Можайская улица, 9 (1880; перестроен);
- Доходный дом С. С. Чекини. 11-я линия ВО, 30 (1880—1881)[15];
- Павильон-панорама. набережная канала Грибоедова, 13 (1881, не сохранился)[16];
- Двухэтажный деревянный дом Драницына. Малая Посадская улица, 18 (1881, не сохранился)[17];
- Доходный дом (перестройка и расширение). Стремянная улица, 7 — Дмитровский переулок, 1 (1882);
- Здание приюта и школы графа A. С. Апраксина. Набережная Фонтанки, 59 (1883—1894; сохранилось фрагментарно);
- Церковь Воскресения Христова. набережная Фонтанки, 59 (1884—1887; не сохранилась)[18][19].

### Вена
- Павильон русского отдела на всемирной выставке 1873 года[4].